# 貸した魔力は【リボ払い】で強制徴収〜パーティー追放された俺は、可愛いサポート妖精と一緒に取り立てた魔力を運用して最強を目指す。限界まで搾り取ってやるから地獄を見やがれ〜
『貸した魔力は【リボ払い】で強制徴収〜パーティー追放された俺は、可愛いサポート妖精と一緒に取り立てた魔力を運用して最強を目指す。限界まで搾り取ってやるから地獄を見やがれ〜』（かしたまりょくはリボばらいできょうせいちょうしゅう パーティーついほうされたおれは かわいいサポートようせいといっしょにとりたてたまりょくをうんようしてさいきょうをめざす げんかいまでしぼりとってやるからじごくをみやがれ）は、まさキチによる日本の小説。小説投稿サイト「小説家になろう」にて、2021年6月28日より連載されていたが2025年2月1日に取り下げたため現在はカクヨムでのみ読むことが可能となっている。2022年には、「第10回ネット小説大賞」にて「コミックシナリオ賞」を受賞した。
飯島しんごうによる漫画版が、『貸した魔力は【リボ払い】で強制徴収〜用済みとパーティー追放された俺は、可愛いサポート妖精と一緒に取り立てた魔力を運用して最強を目指す。〜』（かしたまりょくはリボばらいできょうせいちょうしゅう ようずみとパーティーついほうされたおれは かわいいサポートようせいといっしょにとりたてたまりょくをうんようしてさいきょうをめざす）のタイトルで「COMICアーク」（フレックスコミックス）にて2023年4月26日より連載中。

## あらすじ
魔力を仲間に貸与するスキルを持った少年・レントは、仲間に貸与した魔力を返済されぬまま、パーティー「断空の剣」から追い出されてしまう。

## 登場人物
声はボイスコミックの声優。
レント
声 - 林寛太郎
本作の主人公の少年。仲間に魔力を貸与するSランクのユニークギフト「魔蔵庫」の持ち主。レント以外の断空の剣のメンバーが「魔力回復の腕輪」を手に入れた事により、用済みとされパーティーを追放されてしまう。
エムピー
声 - 桜木つぐみ
レントのギフト「魔蔵庫」が「無限の魔蔵庫」へ進化した際に現れたギフト妖精。
リンカ
声 - 綾森千夏
レントとは別のパーティーに所属していた少女。捨て石としてパーティーの仲間から見捨てられる。SSSランクのユニークギフト「阿修羅道」の持ち主。
アンガー
リンカのサポート妖精。
ガイ
声 - 山本彬
レントの幼馴染みの男剣士。
ミサ
声 - 原奈津子
レントの幼馴染みの元婚約者。
エル
声 - 小茅楓
ガイに惚れている回復師。

## 用語
ギフト
「成人の儀」で創世神から授けられる職業能力（スキル）。アルファベットでランク分けされている。
成人の儀
作中世界で15歳になると行われる儀式。羊皮紙を手に持ち、教会の祭壇で祈ると創世神から与えられるギフトの内容が羊皮紙に印字される。
断空の剣
幼馴染みであるレント、ガイ、ミサが結成したパーティー。途中からエルも加わる。
二重離脱（トゥワイス・エクセプショナル）
レントとリンカが新たに結成したパーティー。
魔力
スキルを使用する時に消費するエネルギーで休息や睡眠で自動的に回復する。保有できる量には上限がある。
魔蔵庫
保有している魔力とは別に魔蔵庫に魔力を貯蔵でき、それを他者に貸与するギフト。貸与した魔力は回収しなければいけない義務が生じる。Sランクの「ユニークギフト」と呼ばれる珍しいギフトである。
無限の魔蔵庫
魔蔵庫が進化したギフトであり、無限に魔力を貯蔵することができる。一定量以上の魔力の貸し付けがあり、激しい感情とともに心の底から返済を願うか、一定数の魔力の返済があることが無限の魔蔵庫への進化の条件。Sランクよりも上位のSSSランクのギフトである。
阿修羅道
身体能力を飛躍的に向上させるギフト。SSSランクのギフトである。
ギフト妖精
ユニークギフトの持ち主をサポートする妖精。
魔力回復の腕輪
装着した者の魔力を回復させる腕輪。回復量は一日につき1000MP。
七罪の烙印（Stigma of Seven Sins）
人間が持つ七つの罪を体現したギフトであり、SSSランクギフトのことである。
加護無し
創世神からギフトを与えられなかった者の呼称。
アルト村
レント、ガイ、ミサの故郷。

## 既刊一覧
- まさキチ（原作）・飯島しんごう（作画） 『貸した魔力は【リボ払い】で強制徴収〜用済みとパーティー追放された俺は、可愛いサポート妖精と一緒に取り立てた魔力を運用して最強を目指す。〜』 フレックスコミックス〈メテオCOMICS〉、既刊4巻（2025年4月15日現在）
  1. 2023年9月12日発売[1]、ISBN 978-4-86675-307-2
  2. 2024年2月9日発売[8]、ISBN 978-4-86675-336-2
  3. 2024年10月11日発売[9]、ISBN 978-4-86675-380-5
  4. 2025年4月15日発売[10]、ISBN 978-4-86675-419-2